# Yangguan sandie
Yangguan sandie (chinois simplifié : 阳关三叠 ; chinois traditionnel : 陽關三疊 ; pinyin : yángguān Sāndié ; litt. « Trois refrains de la passe Yang », 阳关曲, yángguān qǔ ou 渭城曲, wèichéng qǔ, « chant de Weicheng »), est une œuvre chinoise pour guqin.
Cette pièce donne lieu à un chengyu (expression idiomatiques chinoises en quatre caractères) : chinois simplifié : 三叠阳关 ; chinois traditionnel : 三疊陽關 ; pinyin : sān dié yáng guān.